# Kennebec
Norridgewock (Kennebec, Caniba, Coniba, Sagadahoc, Kanibesinnoak, Nurhantsuak), vodeće pleme konfederacije Abenaki, porodice Algonquian, nekad naseljeni duž rijeke Kennebec u američkoj državi Maine. Norridgewocki su bili zaštitnici francuskih misionara koji su kod Norridgewocka sagradili utvrdu, odakle su Abenaki navaljivali na novo-engleske naseljenike. Godine 1724. kolonijalna vojska pod vodstvom Johnson Harmona i Jeremiah Moultona napala je na ovu utvrdu na gornjem toku Kennebeca prilikom čega je ubijen i otac Sébastian Rasles čiji su skalp skinuli i odnesli u Boston. Utvrda Norridgewocka je spaljena a pleme Norridgewocka se raspalo. Neki pobjegoše Penobscotima i Passamaquoddyma, a drugi (oko 150) u Kanadu na St. Francis, gdje i danas njihovi potomci žive pod imenom Abénakis de Wôlinak s ostalim nadvladanim Istočnim Abenakima u Québecu, na rezervatu Réserve de Wôlinak na rijeci Bécancour. 

## Sela i lokalne skupine
Dolina rijeke Kennebec domovina je ovog plemena, čiji je bashaba (titula vrhovnog poglavice) vladao na Little Swan Islandu, malenom otoku između Richmonda i Dresdena. Pleme se sastojalo od 4 podređena plemena, to su:
- Sagadahoc (pl. Sagadahocs), između Merrymeeting Baya i atlantskog oceana.
- Cussenock (pl. Cussenockes), što su živjeli u blizini Auguste.
- Tacconet, u području Sebasticooka.
- Norridgewock vlastiti.

Sela: Amaseconti (Amesokanti, Anmissoukanti), Norridgewock (Naridgewalk, Neridgewok, Noronjawoke), Kennebec i Sagadahoc.